# Капална (Алба)
Капална (рум. Căpâlna) насеље је у Румунији у округу Алба у општини Сасчори. Oпштина се налази на надморској висини од 381 m.

## Становништво
Према подацима из 2002. године у насељу је живело 893 становника, од којих су сви румунске националности.